# Hymenoplia miegii
Hymenoplia miegii är en skalbaggsart som beskrevs av Mariano de la Paz Graells 1858. Hymenoplia miegii ingår i släktet Hymenoplia och familjen Melolonthidae. Inga underarter finns listade i Catalogue of Life.